# Thomas Howard, 1:e earl av Suffolk
Thomas Howard, 1:e earl av Suffolk, född 24 augusti 1561, död 28 maj 1626, var en engelsk sjökrigare och ämbetsman, yngre son till Thomas Howard, 4:e hertig av Norfolk. 
Suffolk deltog - då kallad lord Thomas Howard - med utmärkelse såväl i striderna mot "den oövervinneliga armadan" 1588 som i expeditionen till Cadiz 1596, upphöjdes 1597 till baron Howard de Walden och 1603 till earl av Suffolk.
Han var 1603-1614 Jakob I:s lordkammarherre, blev sistnämnda år lordskattmästare, men suspenderades 1618 från denna syssla såsom anklagad för bestickning och försnillningar . Han dömdes 1619 till avsättning, fick betala höga böter och satt en kort tid jämte sin i mutaffären invecklade hustru, Katherine Knyvet, fången i Towern.

## Barn
- Theophilus Howard, 2:e earl av Suffolk  (1582–1640)
- Sir Robert Howard (1584–1653)
- Thomas Howard, 1:e earl av Berkshire (1587–1669)